# Décès en décembre 1963
Décès
- 1959
- 1960
- 1961
- 1962
- 1963
- 1964
- 1965
- 1966
- 1967

Pour une information complémentaire, voir la page d'aide.

| Date       | Nom          | Pays                   | Activités          | Âge | Source |
| ---------- | ------------ | ---------------------- | ------------------ | --- | ------ |
| 2 décembre | George Brett | Drapeau des États-Unis | Général américain. | 77  |        |